# Muscolo elevatore della palpebra superiore
Il muscolo elevatore della palpebra superiore è uno dei muscoli che consentono il movimento delle palpebre.

## Anatomia
Nasce dal lato interno del foro ottico, superiormente ad esso: la sua origine si colloca sulla superficie infero-anteriore della piccola ala sfenoidale, superiormente all'anello tendineo comune, nello specifico, si rapporta caudalmente con il ventre carneo del muscolo retto superiore. Si dirige verso l'avanti in alto, sopra il muscolo obliquo superiore, arrivando al tarso della palpebra superiore.

## Azione
Si tratta del diretto antagonista del muscolo orbicolare dell'occhio, innalza la palpebra superiore e scopre il bulbo oculare. Il suo stretto rapporto con il retto superiore (hanno, inoltre, origine embriologica comune) li porta, funzionalmente, a contrarsi in sincronia: in questo modo, ad un'elevazione della cornea corrisponde uno spostamento in senso craniale della palpebra superiore, tale da permettere la visione dal basso verso l'alto. Inoltre, agisce in sinergia con il muscolo tarsale superiore (di Muller), caratterizzato da un'innervazione di tipo ortosimpatico.

## Patologia
Compromissioni parziali o totali del nervo oculomotore (e, nello specifico, delle sue fibre motorie somatiche) possono risultare in una paresi (o, al peggio, paralisi) del nervo elevatore della palpebra, con manifestazione sintomatica della ptosi palpebrale. 